# Serie formale di potenze in più variabili
In matematica le serie formali di potenze in più variabili costituiscono estensioni abbastanza dirette delle serie formali di potenze. Se si denotano con R un anello commutativo, con r un intero maggiore di 1 e con X1,... ,Xr si denotano variabili formali, si giunge alla definizione di un anello di serie formali di potenze sopra R in queste variabili, denotato R[[X1,...,Xr]]. Gli elementi di questo anello si possono esprimere univocamente nella forma
{\displaystyle \sum _{\mathbf {n} \in \mathbb {N} ^{r}}a_{\mathbf {n} }\mathbf {X^{n}} }
dove n = (n1,...,nr) ∈ Nr e con Xn si denota il monomio X1n1...Xrnr. Questa somma nella topologia appropriata converge per ogni scelta dei coefficienti an∈R, e l'ordine della sommazione è ininfluente.

## Definizione
Una possibile definizione dell'anello delle serie formali di potenze sopra R si serve dell'ideale che denotiamo con I, l'ideale di R[X1,...,Xr] generato da X1,...,Xr, cioè l'ideale consistente nei polinomi con termine costante uguale a zero. Come R[[X1,...,Xr]] si assume allora il completamento dell'anello dei polinomi R[X1,...,Xr] in r variabili rispetto alla topologia I-adica.
Alternativamente, si può procedere in modo simile a quello tenuto con la costruzione più esplicita e graduale per le serie formali di potenze di una sola variabile, giungendo in un primo momento alla struttura di anello in termini di successioni "multi-dimensionali" e successivamente definendo la topologia.
La topologia su R[[X1,...,Xr]] è la  topologia J-adica, dove con J si denota l'ideale di R[[X1,...,Xr]] generato da X1,...,Xr, ovvero l'ideale consistente nelle serie con termine costante nullo. Quindi due serie sono considerate "vicine" se i loro primi pochi termini coincidono, dove per primi pochi termini intendiamo i termini il cui grado totale n1 + ... + nr ha valore limitato.

## Avvertenza
Sebbene R[[X1, X2]] e R[[X1]][[X2]] siano isomorfi in quanto anelli, essi non sono muniti della stessa topologia. Ad esempio, la successione di loro elementi
{\displaystyle f_{n}=X_{1}^{n},\quad n\geq 1}
converge a zero in R[[X1, X2]] per n → ∞; al contrario, essa non converge nell'anello R[[X1]][[X2]], in quanto la copia di R[[X1]] immersa in R[[X1]][[X2]] è stata munita della topologia discreta.

## Operazioni
Tutte le operazioni definite per le serie in una variabile possono essere introdotte per le serie in più variabili.
- L'addizione viene effettuata termine a termine.
- La moltiplicazione viene effettuata con la regola di Cauchy.
- Una serie risulta invertibile rispetto al prodotto alla Cauchy se e solo se il suo termine costante è invertibile nell'anello R.
- La composizione f(g(X)) di due serie f e g viene definita solo se il termine costante della g è zero.

Per quanto riguarda la derivazione formale, ora si introducono r operatori di derivata parziale che differenziano rispetto alle r singole variabili. Ciascuno di essi commuta con tutti i rimanenti, come accade per le derivazioni parziali delle funzioni continuamente differentiabili.

### Proprietà universale
L'insieme delle serie formali di potenze in più variabili R[[X1, ..., Xr]] è caratterizzato dalla seguente proprietà universale. Se S è un'algebra commutativa associativa su R, se I è un ideale di S tale che la topologia I-adica su S è completa e se x1, ... e xr sono elementi di I, allora esiste un'unica applicazione Φ :  R[[X1, ..., Xn]] → S con le seguenti proprietà:
- Φ è un omomorfismo di R-algebra
- Φ è continua
- Φ(Xi) = xi per i = 1, ..., r.